# Corynorhynchus annalianae
Corynorhynchus annalianae är en insektsart som beskrevs av Piza Jr. 1981. Corynorhynchus annalianae ingår i släktet Corynorhynchus och familjen Proscopiidae. Inga underarter finns listade i Catalogue of Life.